# Forever Will Be Gone
Forever Will Be Gone es el tercer y último álbum de estudio de la banda de metal gótico noruega Mortal Love, lanzado bajo la etiqueta alemana Massacre Records, el 22 de septiembre de 2006.
Con este disco, concluye la trilogía conceptual de los álbumes previos   All the Beauty... (2002) y  I Have Lost... (2005).

## Lista de canciones
Todas las canciones compuestas por Mortal Love.

| N.º | Título                                | Duración |  |
| 1.  | «I Make the Mistake»                  | 4:21     |  |
| 2.  | «Of Keeping the Fire Down»            | 4:03     |  |
| 3.  | «While Everything Dies»               | 3:36     |  |
| 4.  | «My Shadow Self»                      | 3:48     |  |
| 5.  | «In the End Decides»                  | 2:56     |  |
| 6.  | «To Choke You Now»                    | 4:03     |  |
| 7.  | «So I Betray the Mission»             | 3:29     |  |
| 8.  | «Still It Has Only Just Begun»        | 4:50     |  |
| 9.  | «As We Can Not Be One» (instrumental) | 1:31     |  |
| 10. | «Forever Will Be Gone»                | 7:21     |  |

## Personal

### Mortal Love
- Cat (Catherine Nyland) – Female vocals
- Lev  (Hans Olav Kjeljebakken) – Bass, vocals
- Rain6 (Lars Bæk) – Guitars & Programming, vocals
- Damous (Pål Wasa Johansen) – Drums
- Mulciber (Ole Kristian Odden) – Keyboards & Programming

### Músicos invitados
- Zet (Henning Ramseth)  – Additional Guitar and vocals in "I Make the Mistake"

## Producción e ingeniería
- Phonographic Copyright  – Mystic Empire
- Manufactured By – Мистик Импайр
- Licensed From – Massacre Records
- Recorded At – Space Valley Studio
- Mixed At – The Red Room
- Mastered At – The Red Room
- Layout [Cover Layout], Design – Katja Piolka
- Mixed By, Mastered By – Andy Horn
- Photography By – www.everainmedia.com
- Producer – Lev, Rain6